# La violonchelista descansando
[[Categoría:Cuadros de {{{3}}}]]
La violonchelista descansando es un cuadro de Lluïsa Vidal terminado en 1909 que representa a su hermana Francesca Vidal i Puig. Se conserva en el Museo Pau Casals de Vendrell (provincia de Tarragona, España). 

## Historia
Luisa Vidal pintó esta obra en 1909 como regalo para su hermana Francesca con motivo de su boda con el industrial Felip Capdevila, que era amigo íntimo del músico Pau Casals.  La obra fue expuesta en mayo de 1909 en una exposición conjunta con la pintora Pepita Teixidor en la Sala Parés de Barcelona. La artista presentó doce obras -retratos al óleo y dibujos en sanguina-, entre ellos La violonchelista descansando.  También formó parte de la exposición póstuma de Lluïsa Vidal que se hizo en la Sala Parés en 1919.  En 2013 se incluyó en la exposición retrospectiva Lluïsa Vidal, pintora del modernismo, organizada por el Museo Nacional de Arte de Cataluña (MNAC). 

## Descripción
El cuadro La violonchelista descansando es un retrato al óleo sobre tela de gran formato (171 x 197 cm) que representa a la hermana de la artista.  Lluïsa Vidal la va a representar al lado de su instrumento, durante una pausa después de haber practicado. La violonchelista está sentada en una silla, retratada de perfil, y apoya las piernas estiradas en un escabel. En su lado izquierdo y en segundo plano, está el violonchelo que descansa sobre una mesa y más allá, a la derecha del espectador, un atril de madera con un chal. La chica va vestida con un vestido blanco adornado con puntas o blondas en el cuerpo y en la parte inferior de las mangas. En el lado izquierdo del pecho lleva una lazada rosa y en el pelo una cinta como diadema. El fondo de la estancia está poco definido: a la derecha hay una cortina gris, y hacia la izquierda se ve una pared marrón.
Vidal realizó un retrato introspectivo e íntimo que va más allá del realismo que exige el género del retrato y que expresa el estado de ánimo de Frasquita Vidal, plasmado en un momento de recogimiento y reflexión. El retrato muestra una emoción contenida y desprende una sensación de soledad y cierta melancolía, con la mirada distraída y las manos en la falda.
Desde 1906, cuando el padre había dejado a la familia a raíz de una crisis por la muerte de su hermana Carlota, Lluïsa Vidal tuvo que hacerse cargo de su madre y hermanos. Por otra parte, es conocido que Francisco Vidal era muy protector con sus hijas y se opuso a sus matrimonios. Según los estudiosos, estos dos hechos, la protección de la artista hacia sus hermanos y el posible rechazo del padre al matrimonio de Francesca, motivarían un retrato de estas características. De alguna forma, Vidal representa a una mujer inteligente y culta, con una buena formación, que ha tomado la decisión de dejar su carrera musical para dedicarse al marido y la familia.  

## Estilo
Lluïsa Vidal se especializó en el retrato por encargo y también pintó a los diferentes miembros de su familia, así como a muchas mujeres del mundo burgués e intelectual de la época, como la periodista Carme Karr, la pedagoga Francesca Bonneimason, la compositora Narcisa Freixas, la escritora Caterina Albert o la poetisa Agnès Armengol.  Desde los primeros años de su trayectoria artística demostró una predilección por la figura humana, tanto en retratos como formando parte de escenas, aunque también trató otros géneros pictóricos, como el paisaje o la naturaleza muerta. Sus retratos se valoraban porque se apartaban de la rigidez académica y reflejaban la personalidad y el estado emocional de los retratados. Por otra parte, las escenas en las que la mujer era protagonista mostraban un mundo diferente, un mundo cotidiano femenino captado a través de una mirada de mujer. 
La pintora eligió una composición en la que la retratada no está en el centro del cuadro, sino en el tercio izquierdo, y su postura marca una diagonal hacia la derecha y hacia abajo. Así, los ojos del espectador pasan primero por el violonchelo, después por sus pies y finalmente van hacia el atril vacío. La mirada perdida de Francesca, hacia la derecha del espectador, no se dirige a ninguno de los objetos que le acompañan y parece no llevar a ninguna parte.
La pincelada es distendida y la pintora, más que centrarse en el dibujo y el detalle, pone el foco en el tratamiento de la luz y la atmósfera del cuadro. 

## Influencias
Conocedora de los maestros clásicos españoles, que ella había estudiado en el Museo del Prado con solo 16 años, la obra sigue la estela de pintores como Santiago Rusiñol y Ramón Casas.  La influencia de la pintura parisina en estos pintores les había convertido en los introductores en Cataluña del naturalismo, con una mirada impresionista en la construcción del cuadro con figuras al estilo de Degas, y Casas se había convertido en el retratista de la burguesía barcelonesa y catalana del momento. Lluïsa Vidal había vivido de cerca el eclecticismo característico de la pintura modernista. En este sentido, La violonchelista descansando tendría un componente psicológico cercano a Rusiñol, a sus mujeres y chicas ausentes, absortas en sí mismas, como la Figura femenina de 1894 que se conserva en el Museo Nacional de Arte de Cataluña (MNAC), pero sin su decadentismo. La influencia es tan evidente que en el pasado se comercializaron cuadros de Lluïsa Vidal falsificando su firma para hacerlos pasar por obras de Rusiñol o de Casas. Se cree que incluso un retrato de una de sus hermanas se vendió como pintura de Santiago Rusiñol. 
Por su parte, justo antes del verano de 1901 Vidal se marchó a París para completar su formación y residió allí un año completo, algo insólito para una mujer artista de la época. En París descubrió el impresionismo de la mano del maestro Eugène Carrière  y probablemente allí hizo contacto con otros pintores catalanes que residían en la capital gala, como Isidro Nonell o Ricard Canals. A su regreso, la pintora se consagró y logró mucha fama como retratista. En 1907 hacía un retrato de gran formato de Canals en su estudio. 

## Los retratos de los hermanos
Luisa Vidal tuvo una relación muy estrecha con sus numerosos hermanas y hermanos. Todos ellos habían recibido una importante formación cultural y artística: Francesca era violonchelista, Mercè tocaba el piano, Julia el violín, María era maestra y traductora, Carlota era escultora y Teresa se casó con el escenógrafo Oriol Junyent. De las gemelas Rosina y Flora solo se sabe que la primera dedicó su vida a tareas filantrópicas y de los chicos, Frederic y Claudi, no se tiene mucha información. 
La pintora ya había realizado anteriormente otros retratos de sus hermanos. Así, por ejemplo, en el verano de 1898 estuvo trabajando en Sitges en las obras que en noviembre debía exponer en la Sala Parés. Había un retrato del juez Marcelino Martino y dos dibujos al carboncillo, uno de los cuales era un retrato de su hermana Julia, que titularía La violinista descansando. 
En los retratos que Luisa hizo a sus hermanas y hermanos supo comprender y expresar sus rasgos, eligiendo ese gesto o ese momento que mejor los identificaba.  El Museo Nacional de Arte de Cataluña conserva dos de estos retratos, ambos óleos de gran formato que formaban parte del conjunto de obras (cuatro dibujos y cuatro pinturas, todos ellos retratos) que Francesca Vidal y sus hermanos dieron al museo en 1935. Son los retratos de Carlota y Marta y ambos han sido datados en una fecha cercana al de Francesca, entre 1906 y 1911.  Del mismo modo, se tiene noticia de un dibujo a lápiz de Teresa dormida junto a su padre de 1898, de una colección particular,  y de un retrato al óleo de Federico que hace formar parte de la exposición que en 2001 la Fundación "la Caixa" dedicó a la pintora. 
|  |  |  |
|  |  |  |